# Trumpler 14
Trumpler 14 (Tr 14) és un cúmul obert, situat dins de les regions internes de la Nebulosa Carina, aproximadament a 8,980 anys llum de la Terra. Juntament amb el proper Trumpler 16, són els grups principals de l'associació estel·lar Carina OB1, que és l'associació més gran en la Nebulosa de Carina, encara que Trumpler 14 no és tan gran ni tan massiu com Trumpler 16.
Almenys 2.000 estels s'han identificat en Trumpler 14 i la massa total del cúmul s'estima en 4.300 masses solars.

## Altres característiques
A causa de la seva ubicació dins de les parts internes de la Nebulosa Carina, Trumpler 14 està actualment experimentant una formació massiva d'estels. Com a resultat, el cúmul d'estels exhibeix molts estels del tipus espectral A, que són molt massives (almenys 10 masses solars), de curta durada i calentes (almenys 20 000 K). L'estel més lluminós del cúmul és HD 93129, un sistema triple que consta de tres estels de classe O individuals. També es troba HD 93128, un estel de seqüència principal extremadament calenta i jove.
Igual que Trumpler 16 en uns pocs milions d'anys, a mesura que els seus estels morin, desencadenarà la formació d'estels rics en metalls, i en uns pocs centenars de milions d'anys, Trumpler 14 probablement es dissiparà.